# Kham Ouane Boupha
Kham Ouane Boupha (nascido em 5 de dezembro de 1932, em Luang Prabang) é um militar e político laociano. Nomeado para comandar a província de Phongsali no Reino do Laos em 1957 ou 1958, quando tinha vinte e poucos anos, manteria essa base no decorrer da Guerra Civil do Laos. Durante essa guerra, em abril de 1963, ele desertaria do serviço governamental para chefiar o movimento pró-comunista dos Neutralistas Patrióticos. No final da guerra, quando os comunistas chegaram ao poder através do Governo Provisório de União Nacional, Kham Ouane Boupha foi nomeado Vice-Ministro da Defesa em 9 de abril de 1974. Ele foi promovido a Ministro da Defesa em 12 de maio de 1975 e serviu como assim por muitos anos, mesmo quando também foi Ministro da Justiça. Ele se aposentou do posto de gabinete em 2006, tornando-se Ministro no Gabinete do Primeiro Ministro.

## Antecedentes
O movimento dos Neutralistas Patrióticos dirigido por Kham Ouane Boupha foi um resultado indireto do golpe de 1960 liderado pelo capitão Kong Le. Quando o oficial paraquedista assumiu o controle do Reino do Laos em agosto de 1960, ele fundou as Forças Armadas Neutralistas (FAN) como uma força não alinhada na Guerra Civil do Laos, separada dos comunistas e dos realistas. Kong Le posteriormente perderia a Batalha de Vientiane e o controle do Laos em dezembro de 1960 para o General Phoumi Nosavan, e recuaria para a Planície de Jars. Uma vez lá, Kong Le foi originalmente ajudado pelos comunistas do Pathet Lao, mas acabou se afastando deles para os realistas. A insatisfação nas fileiras da FAN levaria a uma ruptura no movimento neutralista em abril de 1963. Os Neutralistas Patrióticos se dividiram como uma facção pró-comunista.

## Biografia
Kham Ouane Boupha (grafia alternativa Khamouane ou Khammouane Boupha) nasceu em 5 de dezembro de 1932 em Luang Prabang, Reino do Laos. Ele abandonou o ensino médio. Seu irmão se tornou um oficial de alto escalão no Pathet Lao.

### Carreira militar
Por ser considerado competente, Kham Ouane Boupha foi nomeado para os dois cargos de governador e comandante da Região Militar na província de Phongsali em novembro de 1957 ou janeiro de 1958. O governo real do Laos providenciou para que os militares chineses fornecessem os 2.000 soldados sob seu comando. Em janeiro de 1958, o Major Kham Ouane fundou e comandou o Bataillon Volontaires 11 (Batalhão de Voluntários 11), desdobrando-os em toda a província. Esta foi uma medida de segurança em preparação para a Operação Booster Shot e a eleição subsequente.
Quando o capitão Kong Le tomou o poder em seu golpe de Estado de agosto, Kham Ouane declarou apoio a ele. Naquela época, ainda tinha 2.000 soldados sob seu comando - uma mistura de milícias e soldados regulares do Batalhão de Voluntários 11. No entanto, depois que o general Phoumi Nosavan recuperou o poder no Laos, Kham Ouane o apoiou. Em 3 de janeiro de 1961, as tropas em Phongsali receberam arroz dos suprimentos de Phoumi. Em 9 de janeiro, o brigadeiro-general Kham Ouane ofereceu-se para marchar sobre Luang Prabang e expulsar as Forças Armadas Neutralistas de Kong Le. Embora ele nunca tenha realmente atacado, sua mudança de lealdade foi clara.
No entanto, quando uma guarnição de todas as partes da Guerra Civil do Laos foi acordada em Luang Prabang, uma companhia do Batalhão de Voluntários 11 veio de Boun Neua. Como havia poucas tropas comunistas na província de Phongsali, sua mudança para o lado deles foi bem-vinda. No entanto, teve que lidar com a deslealdade em suas fileiras. Em 1962, ele teria executado dois capitães por tentarem um golpe contra si.
O primeiro-ministro Souvanna Phouma fechou um acordo com a República Popular da China, permitindo que os chineses construíssem estradas dentro do Laos. A estrada de Meng La, na província de Yunnan, para a cidade de Phongsali foi inaugurada em janeiro de 1963. A China abastecia as unidades locais do  Pathet Lao por meio dessa estrada. Eles também trouxeram tropas, bem como trabalhadores da construção civil, para dentro do Laos na rodovia para todas as condições climáticas. Quando os Neutralistas Patrióticos se separaram das Forças Armadas Neutralistas de Kong Le em abril de 1963, o General Khamouane ficou do lado do Coronel Deuane Sunnalath e sua nova organização. Kham Ouane tornou-se o comandante supremo dos Neutralistas Patrióticos na Região Militar 1. Embora permanecendo nominalmente independente, ele coordenou suas atividades com o Pathet Lao. Ele cortou as comunicações com o governo real do Laos e bloqueou sua pista de pouso local para que seus aviões não pudessem pousar. Em maio de 1964, havia um consulado chinês na cidade de Phongsali; os habitantes locais o chamavam de embaixada. Em julho de 1964, a companhia de guarda de honra do Batalhão de Voluntários 11 em Luang Prabang foi dissolvida por Kong Le como sendo pró-comunista.
Em julho de 1965, Kham Ouane aparentemente executou o coronel Bountam por uma tentativa de golpe.
No outono de 1967, Kham Ouane forneceu sete paraquedistas ao Team Sone Pet para sua missão de espionagem dentro da China.

### Carreira política
Em 9 de abril de 1974, Kham Ouane Boupha foi nomeado Vice-Ministro da Defesa no recém-formado Governo Provisório da União Nacional. Em conformidade com as novas diretrizes do governo, o pessoal estadunidense foi reduzido a um Gabinete de Adido de Defesa de 45 pessoas, abastecendo o Exército Real do Laos. Em 15 de fevereiro de 1975, Kham Ouane exigiu que o Gabinete do Adido de Defesa canalizasse ajuda ao Governo Provisório da União Nacional para que também pudesse ser distribuída ao Pathet Lao. Em 12 de maio de 1975, tornou-se ministro da Defesa, sucedendo ao cargo após a renúncia de quatro ministros de direita. Como vice-ministro, havia sido privado do poder pelas forças realistas. Como ministro, ele prontamente interrompeu os movimentos das tropas realistas como parte do fim da Guerra Civil Laociana e exigiu que jurassem lealdade ao Governo Provisório da União Nacional.
Kham Ouane Boupha passaria muitos anos de serviço no governo da República Democrática Popular do Laos. Ele foi nomeado Ministro da Defesa em 1992. No entanto, atuava como ministro da Justiça em 2 de novembro de 1996, quando promulgou a Lei de Recursos Hídricos 005. Foi reconduzido como Ministro da Defesa em 1998. De 17 a 18 de junho de 2002, participou de uma conferência da ASEAN em Bangkok como Ministro da Justiça. Em 29 de novembro de 2004, ele ainda representava o Laos internacionalmente como Ministro da Justiça, pois assinou um tratado naquele dia. Kham Ouane Boupha desistiu de servir no gabinete do Laos em 2006, mas permaneceu como ministro no gabinete do primeiro-ministro.
Um relatório de 1 de julho de 2010 sobre o Pântano That Luang em Vientiane sendo preservado ao invés de desenvolvido pelos chineses em uma cidade modelo citou Kham Ouane dizendo que o pântano agora era uma área ambientalmente protegida. Ele estava servindo como responsável pela  gestão territorial.
Em 3 de dezembro de 2012, o Bureau de Recursos Humanos do Partido Popular Revolucionário do Laos recompensou o serviço de Kham Ouane Boupha com um prêmio de moradia de 400 milhões de kips.